# SN 2008gs
SN 2008gs – supernowa typu Ia odkryta 21 września 2008 roku w galaktyce A012705+0313. W momencie odkrycia miała maksymalną jasność 17,60m.